# Lisio
Lisio (Lisi, piomentisch) ist eine Gemeinde in der italienischen Provinz Cuneo, Region Piemont.

## Lage und Einwohner
Lisio liegt etwa 65 Straßenkilometer östlich von der Provinzhauptstadt Cuneo entfernt, im Valle Mongia. Das Gemeindegebiet umfasst eine Fläche von 8,23 km² und hat 191 Einwohner (Stand 31. Dezember 2023). Die Nachbargemeinden sind Bagnasco, Battifollo, Monasterolo Casotto, Scagnello und Viola.

## Geschichte

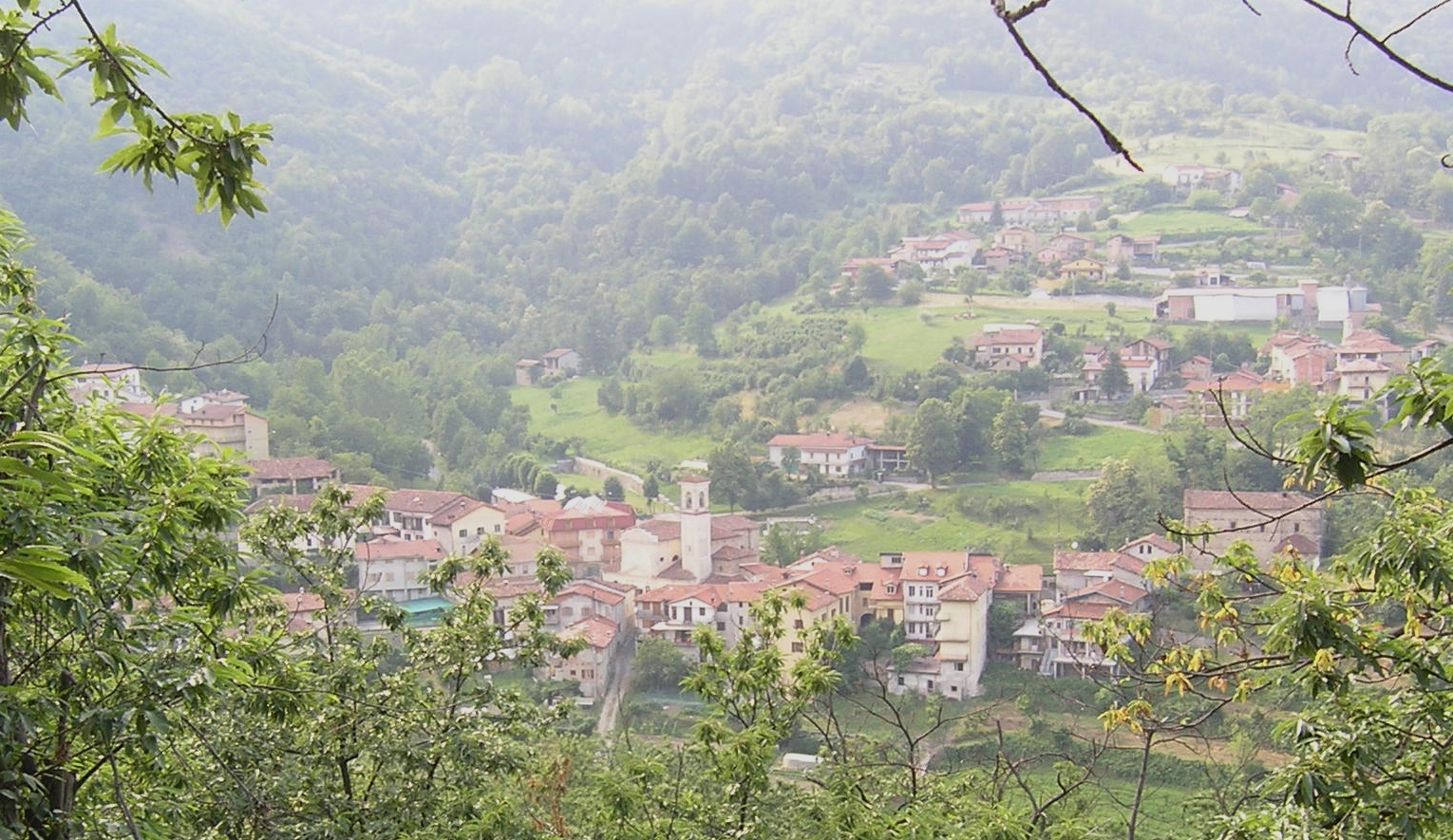
Ansicht von Lisio

Die mittelalterlichen Zeugnisse des Ortsnamens schwanken zwischen „Lisus“, auch im Plural verwendet, und „Lisius“, „Lissius“, „Lixius“. Letzteres könnte auf den Personennamen LISIUS zurückgehen, wie einige Gelehrte betonen, auch wenn die Hypothese angesichts des Fehlens dieses Anthroponyms in den lokalen Inschriften nicht besonders überzeugend erscheint.
Über die ersten historischen Ereignisse des Dorfes liegen keine sicheren Informationen vor. Das Vorhandensein einer etruskischen Stele im nahegelegenen Mombasiglio kann jedoch einen Einblick in die äußeren Einflüsse auf die Gegend geben, die im 4.–6. Jahrhundert zur Ausbreitung des Christentums führten. Mit der Aufteilung des Piemont in kirchliche und zivile Bezirke wurde es dem Komitee und der Diözese Alba zugeteilt. Das Gebiet von Lisio wurde 1091 von Bonifacio del Vasto erobert und ging 1125 an seinen Sohn Anselmo, Markgraf von Ceva, über.
Es blieb bis zur napoleonischen Zeit Teil der Diözese Alba und ging 1805 zusammen mit der gesamten Markgrafschaft von Alba an die Diözese Mondovì über, zu der es von Anfang an gehörte. Nach den Cevas hatte der Marquis Carlo Scipione Del Carretto die Herrschaft inne und überließ sie 1531 den Savoyern, die sie anschließend wiederum mit den Cambianos der Grafen von Ruffia, den Favas von Ceva, den Faussones von Nucetto und Viola, den Solaro, investierten Grafen von Moretta und die Moffa di Bra, die die Rechte erworben haben.
Im 19. Jahrhundert und teilweise im 20. Jahrhundert kam es in Lisio, wie in vielen anderen Ländern auch, zu einer Entvölkerung, die durch die Auswanderung in Großstädte oder nach Amerika, insbesondere nach Argentinien, verursacht wurde. Die Gemeinde wurde in den zwanziger Jahren des 20. Jahrhunderts vom Faschismus unterdrückt und 1929 zur Gemeinde Viola zusammengefasst. Erst 1947 wurde sie wieder unabhängig.
Aus historisch-architektonischer Sicht sind die Pfarrkirche Maria Vergine Assunta aus dem 17. Jahrhundert im neoklassizistischen Stil, deren Inneres sich durch eine wertvolle Dekoration auszeichnet und die Kapelle San Sebastiano aus dem 14. Jahrhundert mit Resten von Fresken aus dem 15. Jahrhundert sehenswert. Auch die Kirche Santa Caterina aus dem 17. Jahrhundert und die alte Kapelle von Santo Stefano und schließlich die alte Burg, die von den Markgrafen von Ceva erbaut und im 17. Jahrhundert von den Savoyen abgerissen wurde und von der nur noch wenige Umfassungsmauern erhalten sind, sind wertvolle historische Zeugnisse.